# Хесар-е-Тармані
Хесар-е-Тармані (перс. حصار ترمنی) — село в Ірані, входить до складу дехестану Бакешлучай у Центральному бахші шахрестану Урмія провінції Західний Азербайджан.